# 浅川義純
浅川 義純（あさかわ よしずみ）は、戦国時代から安土桃山時代にかけての武将。文書により判明している実名は廉純（かどずみ）である。

## 出自
浅川氏は文治5年（1189年）、浅利知義が戦功により源頼朝より地頭職を与えられ浅川城を築城し、浅川を名乗ったのが発祥である。それ以前から石川郡に勢力を築いていた陸奥石川氏とは共存策を摂り同族化を進め、以後400年にわたって浅川の地を支配してきた。戦国期に入ると浅川氏・石川氏は佐竹氏へ帰順し白河結城氏や田村氏と戦った。

## 略歴
浅川輝純の子として誕生。石川植光の次男で浅川氏に入嗣したともいわれる。天正元年（1573年）に石川晴光が佐竹氏に対し反旗を翻すと、義純は石川氏と佐竹氏の和議に奔走し、両者の和睦を成立させた。天正2年（1574年）、佐竹氏に敵対する白河結城氏が石川領に侵攻すると、義純は石川勢に加担してこれを迎撃している。
天正5年（1577年）、義純は不信感から佐竹氏に叛逆する。しかし失敗し、義純は浅川城を追われ、城は石川昭光に預けられ、城代として矢吹光頼が入城した。天正10年（1582年）頃に義純・豊純父子は浅川城に復帰し、天正17年（1589年）に蘆名氏が伊達氏に攻め滅ぼされると、石川氏と共に伊達氏に服属した。天正18年（1590年）、豊臣秀吉の奥州仕置により、浅川氏と石川氏は改易となり、浅川城は廃城となった。
その後は石川氏と共に伊達氏に仕えた。